# Роторно-фрезерный движитель

Опытный вездеход с роторно-фрезерным движителем на базе ГАЗ-69 во время заводских испытаний, 1962 год. Хорошо видны фрезы и лыжи, входящие в состав движителя

Роторно-фрезерный движитель — особая разновидность колёсного движителя для передвижения по снегу, прорабатывавшаяся в СССР на Горьковском автомобильном заводе в начале 1960-х годов и не имеющая аналогов в мире. На серийных машинах движитель применения не нашёл.
Конструктивно роторно-фрезерный движитель представляет собой комплект узких металлических роторов в виде дисковых фрез большого диаметра, каждый из которых монтируется вместе со специальной лыжей на полуоси одного из ведущих мостов самоходной машины (автомобиля повышенной проходимости либо колёсного вездехода) вместо обычного колеса с пневматической шиной. При этом лыжи снижают общее удельное давление транспортного средства и удерживают его на снежной целине либо ледяном насте, тогда как фрезы, форма которых даёт хорошее зацепление, прорезают снежный покров на глубину 30—50 см, достигая плотного замёрзшего грунта и обеспечивая машине стабильное поступательное движение без пробуксовки. Применение роторно-фрезерного движителя позволяло машинам передвигаться на местности, где буксовали даже гусеничные вездеходы.
Испытания движитель проходил, будучи смонтированным на базе автомобиля повышенной проходимости ГАЗ-69.
Снегоходные машины на YouTube

## Аналоги в массовой культуре
Хотя реальные конструкции роторно-фрезерного движителя в произведениях массовой культуры не встречаются в силу своей малоизвестности, в научной фантастике имеют некоторое распространение полностью вымышленные футуристические машины, использующие для передвижения подобный принцип. Так, к примеру, в компьютерной игре 2001 года Emperor: Battle for Dune на вооружении дома Харконненов стоит лёгкая боевая машина Buzzsaw (англ. buzzsaw — буквально «дисковая пила»), движителем которой является один ротор в виде массивной дисковой фрезы диаметром в несколько метров, установленный в центре корпуса.